# Блейд Рънър
„Блейд Рънър“ (на английски: Blade Runner) е научнофантастичен филм от 1982 г. на режисьора Ридли Скот, по книгата „Сънуват ли андроидите електрически овце?“ на Филип К. Дик.
Филмът е нареждан сред основополагащите произведения на жанра киберпънк. В първите години от разпространението му в България е познат под името „Ловец на хуманоиди“.

## Сюжет
Внимание:  Текстът по-долу разкрива сюжета на произведението (или части от него)!
Действието се развива през 2019 година в Лос Анжелис. Могъщата корпорация „Тайърел“ е разработила андроиди (във филма наричани репликанти) от ново поколение – „Нексус-6“ („Nexus-6“). Те притежават интелект, равностоен на човешкия, и значително по-голяма физическа сила. Предназначението им е да участват в проучвания и колонизация на нови светове. След избухването на бунт на андроиди, техният достъп до Земята е спрян. Всеки репликант, промъкнал се на планетата, е осъден на смърт. Към полицията са създадени специални отряди от ловци на андроиди.
Група от шест хуманоида е отвлякла космическа совалка, избила е пътниците и екипажа и се е отправила към Земята. Целта на репликантите е да намерят своя създател Елдон Тайлър. Той трябва да удължи живота им, продължителността на който е четири години. Репликантите са в състояние да придобиват с времето емоции. Те не се чувстват машини, а човешки същества. Не като такива ги третират полицията и представителите на корпорация „Тайърел“. За тях те са просто „чучела“.
Рик Декард е бивш ловец на андроиди. Полицейският капитан Браянт го принуждава да се заеме със случая на андроидите, които след неуспешен опит да проникнат в корпорация „Тайърел“ са останали четирима. Декард трябва да си сътрудничи със странния Гаф. Елдон Тайлър изявява желание да се запознае с теста за откриване на хуманоиди. Той предлага на Декард да го изпробва върху секретарката си Рейчъл. Оказва се, че тя е репликант, за което очевидно сама не подозира. Тайлър е експериментирал с нея, вграждайки и спомените на своята племенница.
По люспа от изкуствена змия (истинските животни са голяма рядкост и са много скъпи), открита във ваната на андроида Леон Ковалски, Декард се добира до друг андроид, Зора, която се прикрива като танцьорка с боа в нощен клуб. Ловецът успява да я отстрани, но сам за малко не става жертва на Леон Ковалски. Спасява го Рейчъл, която застрелва Ковалски. Между човекът и изкуственото създание се заражда взаимно привличане.
Междувременно останалите двама андроиди, Рой Бати и Прис, успяват да се „сприятелят“ с генетичния дизайнер Джей Еф Себастиян. Чрез него Бати се добира до самия Тайлър, но той не може да му помогне. Процесът на стареене на клетките, заложен в генетичната програма на репликантите, е необратим. Отчаян, Рой Бати убива създателя си и Себастиян. Връщайки се в дома на последния, заварва любимата си Прис мъртва. Убил я е Рик Декард. Между ловеца и андроида започва схватка. Въпреки че процесът на стареене е в крайната си фаза, Бати е много по-силен. Накрая Декард се озовава увиснал от ръба на високата сграда. Вместо да го довърши, умиращият Бати му подава ръка за спасение.
Рик Декард се прибира у дома, където го чака Рейчъл. Двамата трябва да бягат, защото Рейчъл подлежи на преследване от закона, като андроид. Гаф е узнал всичко за тяхната връзка, но няма намерение да ги издаде. Подобно на Декард и той е разбрал, че между хората и андроидите вече няма разлика.
Любопитен факт e, че филмът съществува в две версии, които са излъчени в България почти по едно и също време, в едната от които (оригиналната) в самия край на филма става ясно, че като част от ново поколение андроиди възрастта, която може да достигне Рейчъл е много по-голяма от четири години и всъщност е неопределена. Финалната фраза на филма е „Но кой ли живее вечно?“.

## Актьори и персонажи
- Харисън Форд – Рик Декард, ловец на андроиди.
- Рютгер Хауер – Рой Бати, водач на андроидите – бегълци, боен модел.
- Шон Йънг – Рейчъл, секретарка на Тайърел, усъвършенстван андроид с внедрени спомени.
- Едуард Джеймс Олмос – Гаф
- Дарил Хана – Прис, андроид – „модел за удоволствия“.
- Ем Емет Уолш – капитан Брайънт
- Уилям Сандерсън – Джей Еф Себастиян, генетичен дизайнер;
- Брайън Джеймс – Леон Ковалски, андроид.
- Джоана Касиди – Зора, андроид от отрядите за убийства.
- Джо Търкъл – д-р Елдон Тайърел, собственик на корпорация „Тайърел“, изобретател на „Nexus-6“.

## Версии
- Оригинална версия – 1982 г.

Продължителност 117 минути.
- Режисьорска версия – 1992 г.

Премахнат е обясняващият глас на Декард зад кадър. Вмъкнат е сънят с еднорога, препускащ през гората.
Премахнат е „хепи-ендът“. Продължителност 115 минути.
- Финална версия – 2007 г.

Създадена под ръководството на Ридли Скот въз основа на режисьорската версия. Специалните ефекти и звукът са осъвременени.

## Саундтрак
Голямо значение за неповторимата атмосфера на филма има музиката на Вангелис. Тя е създадена едновременно с кинолентата, но албумът „Блейд Рънър“ излиза едва през 1994 г. Съдържа:
1. Main Titles (3.42)
2. Blush Response (5.47)
3. Wait for Me (5.27)
4. Rachel's Song (4.46)
5. Love Theme (4.56)
6. One More Kiss, Dear (3.58)
7. Blade Runner Blues (8.53)
8. Memories of Green (5.05)
9. Tales of the Future (4.46)
10. Damask Rose (2.32)
11. Blade Runner (End Titles) (4.40)
12. Tears in Rain (3.00)

## Награди
- 1983 г. – „Най-добра операторска работа“ за Джордан Кроненвет от БАФТА (BAFTA Film Award).
- 1983 г. – „Най-добър художник по костюмите“ за Чарлс Кноуд и Майкъл Каплън от БАФТА (BAFTA Film Award).
- 1983 г. – „Най-добър художник на продукция“ за Лоурънс Пол от БАФТА (BAFTA Film Award).
- 1983 г. – „Специални постижения" за Лоурънс Пол, Дъглъс Трамбул и Сид Мийд (специални ефекти), от Лондонската филмова критика.
- 1983 г. – „Най-добра операторска работа“ за Джордан Кроненвет от Асоциацията на филмовите критици в Лос Анжелис (LAFCA).
- 1983 г. – Награда „Хюго“.

## Номинации
- 1982 г. – Номинация в категорията „Най-добър оператор“ за Джордан Кроненвет от Британската асоциация на кинооператорите.
- 1983 г. – Номинация за „Оскар“ в категорията „Най-добър художник на филм“ за Дейвид Снайдерс и Лоурънс Пол и Линда Де Сенна.
- 1983 г. – Номинация за „Оскар“ в категорията „Най-добри визуални ефекти“ за Дъглъс Трамбул, Ричард Юрисич и Дейвид Драяр.
- 1983 г. – Номинация в категорията „Най-добри специални визуални ефекти“ за Дъглъс Трамбул, Ричард Юрисич и Дейвид Драяр от БАФТА, (BAFTA Film Award).
- 1983 г. – Номинация в категорията „Най-добър монтаж“ за Тери Роулингс от БАФТА (BAFTA Film Award).
- 1983 г. – Номинация в категорията „Най-добра музика“ за Вангелис от БАФТА (BAFTA Film Award).
- 1983 г. – Номинация в категорията „Най-добро озвучение“ за Петер Пенел, Бъд Елпър, Грахам Хардстоун и Гари Хъмфрис от БАФТА (BAFTA Film Award).
- 1983 г. – Номинация за „Златен глобус“ в категорията „Най-добра оригинална музика“ за Вангелис.
- 1983 г. – Номинация за „Сатурн“ в категорията „Най-добро видео в жанра“ (за режисьорската версия) от Академията за научнофантастични, фентъзи и филми на ужасите, САЩ.
- 1983 г. – Номинация за „Сатурн“ в категорията „Най-добрър режисьор“ за Ридли Скот от Академията за научнофантастични, фентъзи и филми на ужасите, САЩ.
- 1983 г. – Номинация за „Сатурн“ в категорията „Най-добър научнофантастичен филм“ от Академията за научнофантастични, фентъзи и филми на ужасите, САЩ.
- 1983 г. – Номинация за „Сатурн“ в категорията „Най-добри специални ефекти“ за Дъглъс Трамбул и Ричард Юрисич от от Академията за научнофантастични, фентъзи и филми на ужасите, САЩ.
- 1983 г. – Номинация в категорията „Най-добър филм“ за Ридли Скот от Фантаспорто (Fantasporto), Международния фестивал на киното в град Порто, Португалия.
- 1993 г. – Номинация в категорията „Най-добър филм“ за Ридли Скот (режисьорската версия) от Фантаспорто (Fantasporto), Международния фестивал на киното в град Порто, Португалия.
- 1994 г. – Номинация за „Сатурн“ в категорията „Най-добър поддържащ актьор“ за Рютгер Хауер от Академията за научнофантастични, фентъзи и филми на ужасите, САЩ.

## Компютърна игра
През 1997 г. компанията Westwood Studios създава компютърната игра „Блейд Рънър“. Авторите са се постарали да съхранят в максимална степен атмосферата на филма.

## Филми от поредицата за „Блейд Рънър“
Поредицата „Блейд Рънър“ включва 2 филма:
- „Блейд Рънър“ (1982)
- „Блейд Рънър 2049“ (2017)